# Hargrave and Huxley
Hargrave and Huxley är en civil parish i Cheshire West and Chester i Cheshire i England.  I Hargrave and Huxley ligger orterna  Brereton Park, Crows Nest, Foulk Stapleford, Golden Nook, Hargrave, Hatton Heath och Huxley. Den skapades 1 april 2015.